# 厄瑪奴耳·克萊孟
厄瑪奴耳·若瑟·馬卡裡奧·多納西門托·克萊門特（葡萄牙語：Manuel José Macário do Nascimento Clemente；1948年7月16日—）是葡萄牙籍天主教司鐸級樞機及里斯本宗主教區第十六任正權宗主教。

## 生平
厄瑪奴耳於1948年7月16日在葡萄牙里斯本區的城市托雷斯韋德拉什出生。在1973年，入讀格羅夫斯的基督君王大修院。一年後，在里斯本大學畢業獲得歷史學位。1979年及1975年，他還在葡萄牙天主教大學獲得神學和教會歷史。他於1979年6月29日，在里斯本宗主教區晉鐸。
他於1999年11月6日晉牧，並獲教宗若望保祿二世任命為里斯本宗主教區輔理主教。2007年2月22日，改任命為波爾圖教區主教。直到2013年7月6日，接替榮休的若瑟四世樞機成為里斯本宗主教區第十六任正權宗主教，號稱厄瑪奴耳三世。
2015年1月4日，教宗方濟各宣布他將任為樞機。並且，於隔月14日與教宗舉行共祭彌撒大典，並被擢升為司鐸級樞機，領戰神廣場里斯本聖安多尼堂區司鐸銜。

## 牧徽

厄瑪奴耳·克萊門特樞機牧徽